# بیل گتریج
بیل گتریج (انگلیسی: Bill Guttridge; ۴ مارس ۱۹۳۱ – ۶ آوریل ۲۰۱۳) بازیکن فوتبال اهل بریتانیا بود.
از باشگاه‌هایی که در آن بازی کرده‌است می‌توان به باشگاه فوتبال ولورهمپتون واندررز، باشگاه فوتبال مکلسفیلد تاون، و باشگاه فوتبال والسال اشاره کرد.